# 台灣高鐵公司
台灣高速鐵路股份有限公司（英語：Taiwan High Speed Rail Corporation），簡稱台灣高鐵公司、THSRC，是台灣高速鐵路的營運機構，前身為大陸工程、富邦集團、東元集團、太電集團及長榮集團為競逐台灣高速鐵路經營權而投資集資組成的「台灣高鐵聯盟」，並在1998年從中華民國政府手中以BOT模式接下該鐵路系統的興建計畫。2009年成為國際鐵路聯盟成員。除了以高速鐵路為主要業務外，亦經營高鐵快捷公車。
台灣高鐵公司的原始股東均為民營企業，但因台灣高速鐵路通車後的財務狀況負荷太重，官民兩方遂於2015年實施高鐵財務改革談判。由於民間財團與公共利益分配問題，一度傳言台灣高鐵即將破產倒閉，最終妥協為先由原始股東減資6成後，再由公營及泛公營企業注資新臺幣300億元，使政府掌控股份達到超過6成；此方案實施後，台灣高鐵公司清償結構被調整，由交通部主管財團法人機構之一的航發會法人代表擔任董事長，交通部則直接成為最大股東，使得台灣高鐵公司成為公有民營機構，也實際上提前結束台灣高速鐵路的BOT營運模式。2016年10月27日，台灣高鐵公司於臺灣證券交易所股票上市，此後台灣高速鐵路的債務獲得緩解，加上每年獲利穩定增長，經營逐漸好轉，穩定成為臺灣西部的主要運輸工具之一。

## 沿革概要

### 創立後
1996年11月，「台灣高速鐵路企業聯盟」成立。1997年9月，交通部高鐵民間投資案甄審委員會評定台灣高速鐵路企業聯盟為最優申請案件申請人。
1998年5月，「台灣高速鐵路股份有限公司」正式成立；7月，與交通部簽訂「台灣南北高速鐵路興建營運合約」、「台灣南北高速鐵路站區開發合約」及「政府應辦事項備忘錄」、「合約執行備忘錄」。
2000年2月，與25家聯貸銀行團簽署聯合授信契約，授信額度為新臺幣3,233億元；同時，該公司與聯貸銀行團及交通部簽署三方契約。

### 興建後
2000年3月，高鐵土木建築工程開工，高鐵計畫正式進入興建階段；12月，與台灣新幹線株式會社及台灣新幹線國際工程股份有限公司簽訂「高鐵核心機電系統供應合約」及「高鐵核心機電系統整合安裝合約」。
2001年4月，財政部證券暨期貨管理委員會核准該公司股票公開發行。2003年9月，申請登錄興櫃市場。
2004年1月，700T型列車出廠典禮於日本神戶川崎重工兵庫工廠舉行。2005年10月，列車試車時速達315公里。2006年7月，與臺灣地區7家民營銀行簽署第二聯合授信契約，授信金額為新臺幣407億元；10月，公布更新企業識別系統。

### 營運後

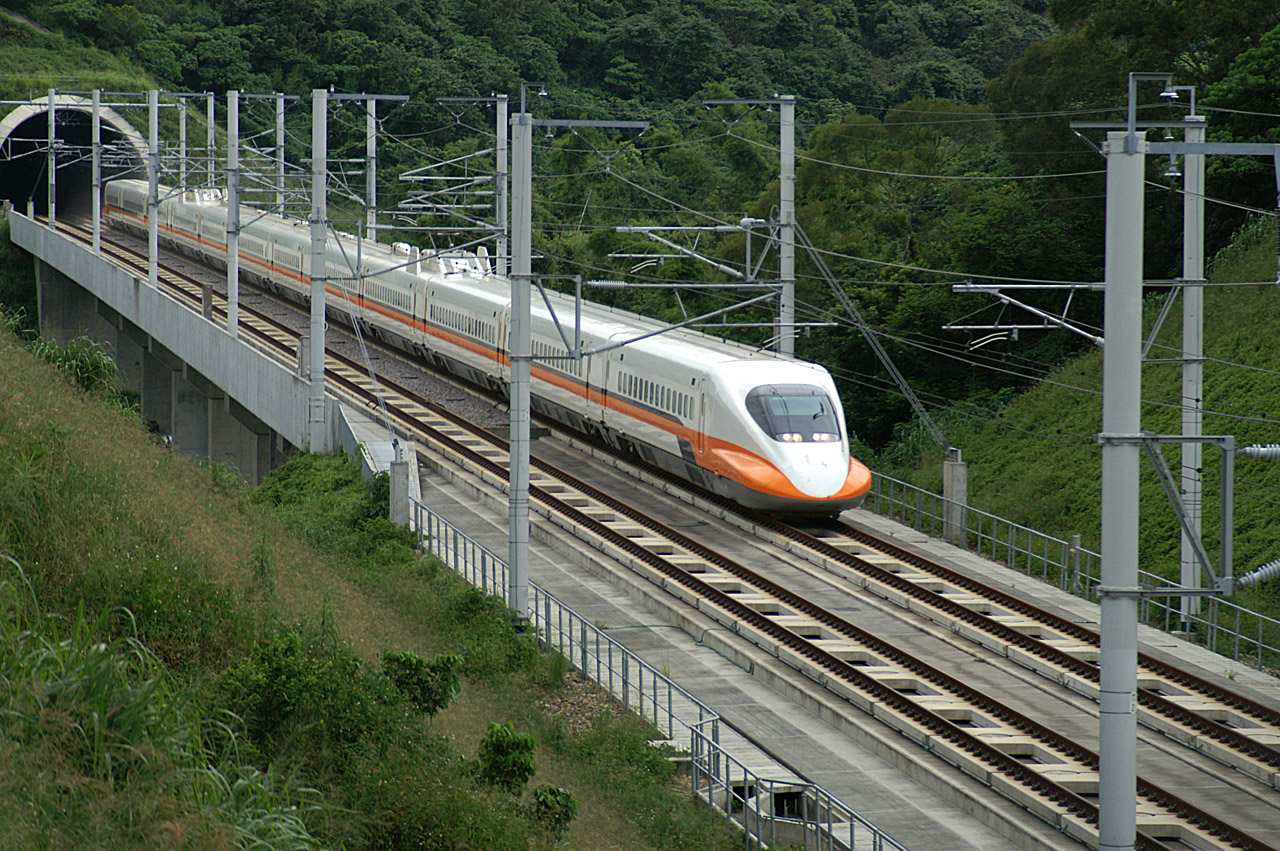
台灣高速鐵路700T型電聯車行駛於高鐵八卦山山脈段

2007年1月，板橋站至左營站之間開始試營運，每日南北雙向運行38班次；3月，台北站至左營站全線正式通車營運，每日南北雙向運行50班次；5月，與美國雷曼亞洲投資公司及第二聯合授信銀行團共同簽訂第二聯合授信增修契約，總授信額度增加至新臺幣655億元；9月，24小時網路訂位服務系統上線；11月，開始實行各班次指定車廂自由座（非對號座）服務。
2008年1月，首次訂定彈性化時刻表，離峰日（週二至週四）、次尖峰日（週一、週五）及尖峰日（週六及週日）依營運需求分別運行不同班次列車；11月，推出「高鐵雙色優惠」，提供標準車廂對號座橘色時段65折、藍色時段85折優惠方案。
2009年1月，通車營運滿兩年，載運人次達4,650萬；3月，因應景氣衰退，高階主管停止支薪或減薪，並擴大實施藍橘雙色優惠，每週發車調整為816班次。
2010年1月，與8家聯貸銀行團成員簽署新聯貸案聯合授信契約，授信額度為3,820億元；同時，該公司與聯貸銀行及交通部簽署新版三方契約；2月，與全家便利商店合作推出由便利商店通路代售之車票；4月，統一超商加入售票服務行列，便利商店售票據點增至7千多處；5月4日，動用「台灣南北高速鐵路興建營運計畫新臺幣3,820億元聯合授信案」甲、乙、丙項授信額度，於到期前清償「台灣南北高速鐵路興建營運計畫新臺幣3,233億元聯合授信案」借款及「台灣南北高速鐵路計畫第二聯合授信案」甲、乙、丙項授信借款；7月，推出多項票務制度並調整營運服務措施，包括發行回數票及定期票、增班改點、增加假日自由座數量及擴大自由座車廂為每列次三節；8月，載運人次突破1億；同月，臺灣南北高速鐵路計畫榮獲亞洲土木工程聯盟「傑出土木工程計畫獎」首獎。
2011年1月，提前贖回並註銷「九十六年度第一次海外無擔保可轉換公司債」，合計美金26,318,000元，經註銷後流通在外本金餘額為美金0元；同月，推出提供標準車廂對號座全票7折與9折之早鳥優惠，以促進旅客提早購買車票；2月，榮獲行政院公共工程委員會「百大建設網路票選活動」第一名；同月，萊爾富便利商店加入高鐵售票服務，便利商店售票據點增至8千多處；8月，第12屆金路獎揭曉，榮獲設備維護類車輛維修優勝、號通維修優勝、路線維修優勝、車站場站機電維修優勝、基地場站機電維修優勝及站場環境維護類第二名；9月，於燕巢總機廠舉辦緊急應變綜合演練，模擬嘉南地區發生6級以上有感地震造成列車及多項設備受損時之緊急應變機制與搶修復舊過程，並首度邀請媒體、警消及主管機關等來賓觀摩參訪；10月，榮獲行政院環境保護署「第20屆中華民國企業環保獎」績優廠商獎；同月，「台灣高鐵T Express」手機快速訂票通關購票系統上線；11月29日，OK超商加入便利商店售票通路，便利商店售票據點總計增至9,700多處；11月，榮獲財團法人中華民國證券櫃檯買賣中心第一屆「金桂獎」；12月，舉辦「高速傳愛助學計畫」記者會暨體驗活動慶祝通車營運屆滿5週年。
2012年1月，與統一超商合作發行「台灣高鐵購物誌 T Shop」雙月刊，提供多元化訂購、付款、宅配、取貨等服務；3月，連續第三年榮獲數位時代雜誌「綠色品牌調查」特優獎。4月，榮獲數位時代雜誌「2012數位服務力大調查」「數位服務標竿企業」交通類首獎；同月，與「國際鐵路聯盟」（International Union of Railways）於臺北晶華酒店舉辦「第二屆高速鐵路系統維修研討會」，邀請世界各國鐵路業者及專家分享經驗並研討技術；6月，便利商店購票服務新增退票功能，於便利商店取票後欲退票者可於列車出發30分鐘前逕至與取票店同經營體系便利商店辦理；7月，榮獲天下雜誌2012年「金牌服務大賞」不分業種冠軍；同月，推出「高鐵親子閱讀趣」活動，於全線車站候車區設置親子閱讀區，提供兒童書籍免費借閱服務，並提供「甲站借、乙站還」服務；8月，榮獲交通部第13屆「101年金路獎」設備維護類車輛維修優勝（燕巢總機廠車輛維修課）、號通維修優勝（南區號誌通訊課）、路線維修優勝（中區設施維修）、基地機電設施維修優勝（六家基地）、車站機電設施維修優勝（桃園站）及站場環境維護類第一名（左營站）及第二名（新竹站）等獎項；11月，參加「國際鐵路聯盟」（International Union of Railways）於莫斯科舉辦之第14屆ARA (Asia Regional Assembly)及第11屆AMC(Asia Management Committee)，大會議決通過該公司自2013年起成為UIC亞洲區AMC成員；同月，再次榮獲行政院環境保護署「第21屆中華民國企業環保獎」績優廠商奬，此外，台灣高鐵QCC團隊—閃電圈亦以「減少營運列車用電量」為主題獲全國品管圈競賽「銅塔獎」；同月，以整體核心業務「高速鐵路營運、維修暨旅客服務」申請ISO9001認證，並通過英商勞氏檢驗股份有限公司認證確認所有項目均符合ISO品質管理系統標準；12月，載運人次突破2億；同月，向日本廠商訂購4組700T列車之第1組於高雄港吊卸並載運至燕巢總機廠進行車廂設備組裝與核心系統整合測試。
2013年1月，向日本廠商訂購4組700T列車之第2組運抵高雄港並轉運至燕巢總機廠；同月，於台中站、台北總公司及左營站舉辦「高鐵破2億 捐血獻愛心」活動慶祝旅運人次突破2億；同月，苗栗站、雲林站舉行動工典禮；2月，彰化站舉行動工典禮；5月，將「高鐵親子閱讀趣」延伸為「高鐵閱讀分享」常態性服務，並將受理對象年齡提升至12歲；7月，為紀念通車營運6年半，將甫購得之第31組列車打造成「歡樂卡通列車」，並於首航當天邀請天主教善牧社會福利基金會及喜憨兒社會福利基金會的成員搭乘；8月，榮獲第14屆102年金路獎車輛維修優勝、號通維修優勝、路線維修優勝、基地機電設施維修優勝、車站機電設施維修優勝、站場環境維護類第一名等獎項；10月，依交通部公告之政府核定基本費率調整票價；同月，與國際珍古德教育及保育協會合辦「珍愛台灣寶貝」系列活動邀請民眾畫出臺灣野生動物並投稿，並由珍古德協會「根與芽小組」發送「珍愛台灣寶貝」明信片予旅客；11月，榮獲行政院環境保護署「第22屆中華民國企業環保獎」，另外亦獲頒企業環保榮譽獎座；12月，與九州旅客鐵道株式會社（JR九州）進行服勤員觀摩交流。
2014年1月，與財團法人伊甸社會福利基金會合舉「2014高速傳愛 助學計畫」慶祝通車營運屆滿7週年，總計募得新臺幣1千9百萬餘元；4月，再度榮獲天下雜誌「金牌服務大賞」陸上運輸業金賞；5月，與「國際鐵路聯盟」（UIC, International Union of Railways）共同舉辦UIC亞太會議（含第6屆亞太區技術主管會議以及第17屆UIC亞太區會員大會）及「第一屆鐵道天然災害管理」國際研討會；6月，台中站多功能商務會議室啟用；同月，榮獲數位時代雜誌「2014數位服務標竿企業」不分業種季軍及交通類冠軍；8月，因應高雄氣爆事件啟動「高雄氣爆事件救援搭乘專案」開放民間救援團體申請免費搭乘；9月，榮獲第15屆103年金路獎車輛維修優勝、號通維修優勝、路線維修優勝、基地機電設施維修優勝、車站機電設施維修優勝、站場環境維護類第二名等獎項；10月，「台灣高鐵應變管理資訊多元整合平台」榮獲社團法人中華智慧型運輸系統協會「103年度智慧運輸應用獎」。
2015年1月，榮獲行政院環境保護署頒發「高速鐵路運輸服務碳足跡」標籤證書；2月，於台北總公司、桃園站、台中站及左營站舉辦「寒冬送暖 捐血傳愛」活動，總計募得623袋血液；3月5日至15日，「2015臺灣燈會」舉辦於台中站特定區域；同月， 與兒童福利聯盟文教基金會合辦「高速傳愛 助學計畫」公益募款活動慶祝通車營運屆滿8週年，總計募得新臺幣1千1百萬餘元；同月，「搭高鐵‧遊台灣」彩繪列車開始行駛；6月，召開股東常會，經表決通過103年度營業報告書、財務報表承認案及103年度虧損撥補承認案，並完成第七屆董事暨監察人選舉；7月，台灣高鐵公司與交通部簽署「臺灣南北高速鐵路興建營運合約第四次增修協議書」及「臺灣南北高速鐵路站區開發合約終止協議書」；8月，新購列車組TR34自日本神戶港運抵高雄港，並分批送至高鐵燕巢總機廠，以進行車廂設備組裝與核心系統整合測試驗收；9月，於台中站設置「穆斯林祈禱室」；同月，舉行104年股東臨時會，於會中通過延長特許年限、減增資及支付特別股息等多項重大議案；10月，苗栗站、彰化站、雲林站等三站通過交通部履勘並取得營運許可；12月，苗栗站、彰化站、雲林站等三站同步舉辦「翻轉新視野 擁抱『心』起點」通車典禮，全面調整時刻表，並將票價調整回漲價前之價格；同月，全線車站驗票閘門設備功能更新，紙式磁票無論正反面或前後皆可插入其中驗票。

### 接管後
2016年2月，啟動「臺南地震災區救援專案」，總計協助130個救援醫療團體前往災區救災，贊助救災車票計445筆1,900餘張；3月，與交通部中央氣象局簽訂「合作備忘錄」；3月，召開105年股東臨時會，通過「申請股票上市案」及「原股東放棄初次上市新股承銷之優先認股權案」；同月，與行政院農業委員會林業試驗所及梧桐基金會於植樹節合作舉辦「帶小樹苗去旅行」原生小樹苗植樹活動；4月，彰化站在美國建築網站Architizer主辦之A+ Awards獲得「網路人氣獎」。同月，榮獲天下雜誌-2016金牌服務調查「運輸服務類金賞獎」； 7月,台灣高鐵南港站正式營運。10月，台灣高鐵智慧運輸揚名國際，榮獲2016 ITS World Congress「世界ITS產業成就獎」。 同月，經臺灣證券交易所董事會審議通過，正式掛牌上市，為台灣首家上市的軌道運輸業者；
2017年1月，「台灣高鐵探索館」於桃園運務大樓開幕。同月，與國際票券金融公司等十家金融機構，聯合舉辦「二年期新台幣200億元之免保證商業本票聯合承銷案」簽約典禮； 4月，完成「多卡通電子票證整合平台」建置；7月，台灣高鐵獲英商勞氏檢驗公司（LRQA）頒發台灣職安衛（TOSHMS）及國際級OHSAS 18001雙重驗證證書。8月，於台灣高鐵範圍提供行政院國家發展委員會全力推動的「iTaiwan WiFi公共區域免費無線上網」服務。同月，「台灣軌道工業本土化商機說明會」於高鐵燕巢總機廠召開； 10月，推出「高鐵會員TGo」服務，台灣高鐵企業App同步上線；11月，榮獲《遠見雜誌》第十五屆「遠見五星服務獎」； 12月，榮獲文化部「第十三屆文馨獎」。
2018年5月，首次參加公司治理評鑑即以優異成績榮獲「第四屆公司治理評鑑排名前5%」； 6月，參加社團法人中華公司治理協會舉辦CG6011(2017)公司治理制度評量，榮獲優等認證； 7月，台灣高鐵旅運突破5億人次；8月，高鐵公司已先後被納入MSCI台灣指數、富時台灣50指數、富時新興市場指數、公司治理100指數等成分股之一, 今年再度被列入富時社會責任新興市場指數成分股。同月，榮獲2018年《天下雜誌》「天下企業公民獎」大型企業新秀獎； 9月，「T Express」行動購票App榮獲2018德國「紅點設計獎」傳達設計獎； 11月，首度進行車票改版。同月，連續三年，中華信用評等公司、惠譽國際信用評等公司授與僅次於國家等級twAA+及AA+(twn)極優異信評等級；榮獲「台灣企業永續報告類運輸業Top50白金獎」、「創造溝通獎」與「創新成長獎」等三大獎；工程車路徑確認輔助系統榮獲IEC61508國際認證；12月，榮獲BSI英國標準協會之「關鍵基礎設施資安保護實踐獎」。
2019年3月，開放敬老/愛心票於行動購票App及自動售票機取票服務。同月，Facebook Messenger智慧購票服務上線啟用；4月，參加（107年度）第五屆公司治理評鑑，蟬聯上市公司排名前5%之成績。 同月；經「臺灣永續指數」進行財務指標篩選後，再度入選為成分股，並獲頒專屬標章證明；10月，首度以「搭高鐵‧遊台灣」為主題參加國慶花車遊行。  同月，便利商店通路導入敬老、愛心票證號自動查驗機制，旅客可於資料庫效期內免持證件購取票；11月，榮獲科技管理學會「108年科技管理獎-企業團隊獎」。同月，榮獲文化部「第14屆文馨獎-常設獎 金獎」； 參與財團法人台灣永續能源研究基金會主辦之「2019年第十二屆台灣企業永續獎」，榮獲企業永續報告獎之「金獎」，及綜合績效獎之「台灣TOP 50永續企業獎」。

2020年1月，旅運突破六億人次。4月，第六屆公司治理評鑑結果，連續三年獲得上市公司排名前5%，並蟬聯「市值100億元以上之非金融電子類」上市櫃公司排名前10%之佳績。 6月，持續榮獲納入「臺灣永續指數」成分股，於2020年6月22日至2020年12月20日之期間得使用「臺灣永續指數專屬標章」，突顯公司實踐E (環境)、S (社會)、G (公司治理)永續發展工作深獲肯定。7月，榮獲社團法人中華公司治理協會舉辦之CG6012（2019）公司治理制度評量「特優」認證；同月，榮獲納入「臺灣就業99指數」成分股。8月，再度榮獲「中國工程師學會」頒發「產學合作績優單位」之獎項。   9月，台灣高鐵公司治理再創佳績!董事長江耀宗榮獲2020台灣百大CEO ；同月，1111人力銀行舉辦「2020最感人工作貢獻獎」，高鐵人榮獲「交通物流類」冠軍；10月，台灣高鐵榮獲國家品牌玉山獎「傑出企業類」首獎。 同月，榮獲第21屆「金路獎」設備維護類及站場環境維護類優勝獎項。11月，2020台北國際旅展，高鐵榮獲「最佳展館獎」同月，台灣高鐵持續實踐企業永續精神，榮獲台灣十大永續典範企業獎、企業永續報告白金獎。並再次持續榮獲教育部體育署頒發「運動企業認證標章」。12月，榮獲經濟部工業局「台灣持續改善競賽」團結組金塔獎，創下連續三年獲獎佳績。、同月，榮獲台灣疫苗推動協會「防疫尖兵金獎」。
2021年1月，榮獲交通部「運輸資料流通服務平臺 （页面存档备份，存于）」頒發「停車組績優獎」及「軌道/空運組佳作」。3月,依據人力銀行yes123求職網調查畢業生最嚮往的夢幻企業，台灣高鐵連續3年蟬聯傳統產業類別第一名。。4月，中華信用評等公司（中華信評）4月23日宣布，調升台灣高鐵公司信評等級至最高等級之twAAA；長期評等則展望維持「穩定」；3月，依據人力銀行yes123求職網調查畢業生最嚮往的夢幻企業，台灣高鐵連續3年蟬聯傳統產業類別第一名。；同年4月，第七屆公司治理評鑑結果，高鐵公司連續四年獲得上市公司排名前5%，並三度蟬聯「市值100億元以上之非金融電子類」上市櫃公司排名前10%之佳績。 同月，獲中華信用評等公司調升信評等級至最高等級之twAAA。 6月，高鐵公司持續榮獲納入「臺灣永續指數」成分股，於2021年6月21日至2021年12月19日之期間得使用「臺灣永續指數專屬標章」，突顯公司實踐E (環境)、S (社會)、G (公司治理)永續發展工作深獲肯定。7月，高鐵公司以「雲端智慧電力系統維護資訊整合平台」榮獲數位時代雜誌2021創新商務獎之「最佳管理創新」銅獎。 8月,台灣高鐵首度發行10億元可持續發展債券。10月，蟬聯第18屆國家品牌玉山獎「傑出企業類」首獎，並以高鐵數位客服及T Express app為主題，榮獲「最佳人氣品牌」及「最佳產品」。 11月，高鐵公司榮獲第57屆中華民國品質學會「卓越經營品質獎」三星獎。 同月，參與財團法人台灣永續能源研究基金會主辦之「2021年第十四屆台灣企業永續獎」，台灣高鐵榮獲企業永續報告獎之「金獎」。；同月，高鐵公司榮獲英國標準協會(BSI)頒發2021年「永續韌性傑出獎」。；同月，2021台北國際旅展 台灣高鐵榮獲「最佳展館獎」 ；同月，台灣高鐵攜手中鋼 開創「國車國造」新紀元 電車線維修工程車啟用典禮 展現深厚國產實力 。12月，交通部「金路獎」 台灣高鐵囊括六大獎項；同月，台灣高鐵公司協助社創組織共生共好 榮獲經濟部「Buying Power 採購獎勵機制」首獎；同月，台灣高鐵持續提升公司治理品質，通過台灣智慧財產管理制度A級驗證；同月，台灣高鐵再度啟動「高速傳愛 助學計畫」 伴喜憨兒走向美好未來。加拿大企業騎士（Corporate Knights）將其列為2023年及2024年「全球百大永續企業排行榜」第9名與第4名。

## 財務狀況

### 收入和支出
| 項目               | 2007        | 2008        | 2009        | 2010       | 2011        | 2012        | 2013       | 2014       | 2015       | 2016       | 2017       | 2018       |
| ------------------ | ----------- | ----------- | ----------- | ---------- | ----------- | ----------- | ---------- | ---------- | ---------- | ---------- | ---------- | ---------- |
| 票務收入(A)        | 13,155,221  | 22,441,012  | 22,800,753  | 27,025,822 | 31,556,782  | 33,263,223  |            |            |            |            | 42,221,888 | 44,098,796 |
| 其他營業收入(B)    | 347,567     | 606,571     | 522,959     | 609,529    | 679,723     | 720,914     |            |            |            |            |            |            |
| 總收入(C=A+B)      | 13,502,788  | 23,047,583  | 23,323,712  | 27,635,351 | 32,236,505  | 33,984,137  | 36,101,166 | 38,510,000 | 51,901,392 | 40,610,906 | 43,435,042 | 45,415,007 |
| 折舊               | −18,589,587 | −18,994,251 | −8,222,634  | −9,411,998 | −10,647,252 | −11,206,236 |            |            |            |            |            |            |
| 營收               | −14,909,057 | −6,238,553  | 5,564,846   | 9,071,545  | 12,058,405  | 12,095,229  | 11,394,464 | 11,880,000 | 20,556,496 | 13,699,496 | 17,754,984 | 19,144,964 |
| 金融收入           | 315,187     | 644,500     | 639,869     | 230,348    | 248,318     | 633,040     |            |            |            |            |            |            |
| 利息               | −14,423,091 | −17,464,896 | −10,778,335 | −8,912,483 | −8,854,892  | −8,737,156  |            |            | −9,256,852 | −8,375,559 | −7,463,329 | −6,618,272 |
| 稅前利潤           | −29,398,694 | −25,009,697 | −4,791,125  | -1,210,889 | 5,783,743   | 3,956,828   | 2,710,000  | 2,660,000  | 18,833,835 | 4,997,575  | 6,478,500  | 7,311,823  |
| 稅/返稅            | −54         | 0           | 1,670       | 848        | −2,597,914  | −379,992    | −579,439   |            | 2,038,795  | −848,477   | −1,138,595 | 3,384,558  |
| 總利潤             | −29,398,748 | −25,009,697 | −4,789,455  | −1,210,041 | 3,185,833   | 3,576,836   | 3,288,951  | 5,520,000  | 20,872,630 | 4,149,098  | 5,339,905  | 10,696,381 |
| 以上數據皆為新台幣 |             |             |             |            |             |             |            |            |            |            |            |            |

台灣高鐵公司的主要收入來自票務銷售，其他營業收入則來自廣告、出租商店空間及廣場攤位等活動，而列車與車站月台的廣告看板也有對外銷售。在營運三年內，隨著搭乘人次的增加，營收也有所成長，但整體搭乘人次仍低於原先預期。2008年，營運第二年，營收略低於台灣高鐵一年前預期能達到第一年營收兩倍的目標。
列車與基礎設施的營運成本最初每月超過新台幣10億元，但在2008年降至約新台幣8.5億至9億元。公司營收自營運第四個月（2007年4月）起首次超過此成本水準，開始產生正面營運現金流。
對台灣高鐵公司而言，固定資產如列車與基礎建設所產生的固定成本（折舊費用）雖然並非實際營運成本，但佔了總營運成本一大部分。在前兩年的營運中，台灣高鐵採用直線折舊法，將成本平均分配到26.5年的期限，這導致第一年營業利潤呈現巨額虧損，僅在第二年營收成長後虧損才略為縮小。高鐵的折舊年限設定是基於BOT合約期限，而非基礎設施實際更長的使用壽命，這也是營運虧損的主要原因之一。後來改採「活動量折舊法」，依實際使用狀況彈性調整後，高鐵於營運第三年（2009年）首度出現營運獲利，並在營運五年後首次實現年度盈餘新台幣57.8億元。
台灣高鐵公司在營運五年以來，首次報告淨利為新台幣57.8億元，每股盈餘為新台幣0.59元。營收從276.4億元成長16.65%至322.4億元，營運成本與費用（不含折舊與攤銷）僅增加了4.98%。同期毛利達到新台幣129.8億元（成長30.32%），營業利益為120.6億元（成長32.93%），息稅折舊攤銷前盈餘（EBITDA）則為227.3億元（成長22.34%）。2011年，毛利、營業利益與息稅折舊攤銷前盈餘均創下歷史新高。自2007年通車以來，台灣高鐵對台灣經濟與民眾生活產生重大影響。2011年，公司在經濟環境仍具挑戰的情況下，持續追求與股東與社會利益一致的永續成長，並創下歷年最佳獲利紀錄。
利息費用是台灣高鐵另一項主要的財務支出，在營運初期所負擔的貸款利率遠高於市場利率。2008年時，高鐵首次達到現金流收支平衡，當時每月利息費用約為新台幣13億元，而當年營收與現金支出（不含折舊）各約為新台幣21億元。2009年上半年利率下降，有助於減輕利息支出，並降低公司淨損金額。
2010年，台灣高鐵公司為紓解即將到期的財務壓力以及取得新一筆聯貸資金，公司與由台灣銀行主辦的八家國內銀行聯合團隊簽署新台幣3820億元的再融資合約，用於償還利率較高的原聯貸資金。截至2011年，公司長期負債總額為新台幣3850億元，其中包括新台幣260億元的公司債及新台幣3590億元的銀行借款。與先前貸款條件相比，這次的再融資貸款享有較低的利率與最長達22年的償還期限。

### 財務和貸款
截至2008年7月的累計數據顯示，台灣高鐵公司的折舊與利息支出總額已等同於其累積負債的95%，台灣高鐵公司與一份2009年9月發布的政府報告均指出，不合理的財務結構及其導致的高利率與高額折舊成本，是財務表現不佳的主因。政府則評估台灣高鐵公司在本業經營方面表現良好，以息稅折舊攤銷前盈餘（EBITDA）為衡量標準。為了降低利息負擔，台灣高鐵公司於2008年與2009年兩度尋求調整貸款結構，也為了透過延長攤銷期間來降低折舊成本而提出延長原35年特許經營權的請求。
截至2009年夏季，台灣高鐵公司的累積虧損金額已相當於其資本額的三分之二，面對2008年金融危機與全球經濟大衰退的衝擊，台灣高鐵公司提出多項增收節支方案，期望提升營運績效。2009年2月，台灣高鐵宣布調整列車班次、管理階層減薪10%至20%，並擴大票價促銷方案以刺激搭乘人次。儘管媒體質疑計畫中的三座中途車站與延伸至南港的工程是否會延期，高鐵仍於2009年9月28日發布新聞稿表示，公司將遵守《台灣高速鐵路建設營運合約》，並將於2012年7月啟動苗栗、彰化與雲林三座中途車站的興建工程，預定於2015年開始營運，完工後，台灣高鐵全線營運站將達12座。2009年9月，公司進行了高層人事更動，在政府協助安排再融資的背景下，致力於財務改善。
政府於2009年11月10日改選董事會後，正式取得公司多數控制權。2010年1月，當時台灣高鐵累積虧損已超過新台幣700億元，公司與政府簽署了一項由政府擔保的再融資協議，由八家政府主導的銀行提供新台幣3820億元貸款，享有較低利率與更長償還期限，而政府也批准公司採用新的「變動式折舊」方式來計提折舊費用。

## 車輛

### 現役車種
| 型號   | 製造商                                    | 製造年份                 | 營業速限 | 車種現況                                                |
| ------ | ----------------------------------------- | ------------------------ | -------- | ------------------------------------------------------- |
| 700T型 | 日本川崎重工業、日本車輛製造、 日立製作所 | 2004-2005年，2012-2015年 | 300km/hr | 34組（原有30組＋增購4組；每組1節商務車廂+11節標準車廂） |

### 未來車種
| 型號     | 製造商                        | 交車年份    | 營業速限 | 車種現況                             |
| -------- | ----------------------------- | ----------- | -------- | ------------------------------------ |
| N700ST型 | 日本日本車輛製造、 日立製作所 | 2026-2028年 | 300km/hr | 12組（每組1節商務車廂+11節標準車廂） |

## 董事會
| 姓名     | 備註                                 |
| 董事長   | 董事長                               |
| -------- | ------------------------------------ |
| 史哲     | 財團法人中華航空事業發展基金會代表人 |
| 董事     |                                      |
| 吳東凌   | 交通部代表人                         |
| 楊正君   | 交通部代表人                         |
| 謝委呈   | 中華航空事業發展基金會代表人         |
| 洪玉芬   | 中華航空事業發展基金會代表人         |
| 黃建智   | 中國鋼鐵股份有限公司代表人           |
| 吳明昌   | 台灣糖業股份有限公司代表人           |
| 黃茂雄   | 東元電機股份有限公司代表人           |
| 高仙桂   | 行政院國家發展基金管理會代表人       |
| 吳薏菱   | 台北富邦商業銀行股份有限公司代表人   |
| 獨立董事 |                                      |
| 邱晃泉   |                                      |
| 蔡堆     |                                      |
| 石百達   |                                      |
| 賴勇成   |                                      |
| 王明德   |                                      |

## 歷任首長
董事長
| 任別   | 姓名   | 就職時間       | 卸任時間       |
| ------ | ------ | -------------- | -------------- |
| 1      | 殷 琪  | 1998年5月11日  | 2009年9月22日  |
| 2      | 歐晉德 | 2009年9月22日  | 2014年3月5日   |
| 3      | 范志強 | 2014年3月14日  | 2015年1月16日  |
| 4      | 劉維琪 | 2015年2月16日  | 2016年10月17日 |
| 5      | 江耀宗 | 2016年10月18日 | 2025年1月9日   |
| (代理) | 鄭光遠 | 2025年1月10日  | 2025年2月19日  |
| 6      | 鄭光遠 | 2025年2月20日  | 2025年6月15日  |
| 7      | 史哲   | 2025年6月16日  | 現任           |

總經理
| 任別 | 姓名   | 就職時間      | 卸任時間      | 備註                                            |
| ---- | ------ | ------------- | ------------- | ----------------------------------------------- |
| 1    | 歐晉德 | 2006年11月    | 2014年3月13日 | 執行長                                          |
| 2    | 鄭光遠 | 2014年3月14日 | 2025年6月15日 | 2018年5月公司章程修訂，執行長職稱調整為總經理。 |
| 3    | 陳惠裕 | 2025年7月     | 現任          |                                                 |

## 外部連結
- 台灣高鐵 （页面存档备份，存于）（繁體中文）（英文）（日語）
- 台灣高鐵的Facebook專頁
- YouTube上的台灣高鐵 Taiwan High Speed Rail官方頻道

25°03′25.5″N 121°36′59.3″E / 25.057083°N 121.616472°E